# Estadio Cacique Diriangén
Het Estadio Cacique Diriangén is een multifunctioneel stadion in Diriamba, Nicaragua. Het stadion wordt vooral gebruikt voor voetbalwedstrijden, de voetbalclub Diriangén FC maakt gebruik van dit stadion. In het stadion is plaats voor 8.500 toeschouwers. Het stadion werd geopend in 1992.